# Altkatholische Kirche Österreichs
Die Altkatholische Kirche Österreichs ist eine selbstständige Mitgliedskirche der Utrechter Union Altkatholischer Kirchen auf dem Gebiet der Republik Österreich. Sie ist eine anerkannte Religionsgemeinschaft und Mitglied des Ökumenischen Rates der Kirchen (Weltkirchenrat), der Konferenz Europäischer Kirchen (KEK) und des Ökumenischen Rates der Kirchen in Österreich (ÖRKÖ).

## Geschichte

### In der Monarchie
Da sich Österreich durch die Österreichischen Niederlande im 18. Jahrhundert in geographischer Nähe zum altkatholischen Erzbistum Utrecht befand, gab es bereits damals erste Berührungspunkte. So war zum Beispiel Gerard van Swieten, der Leibarzt von Maria Theresia, Mitglied der Kirche von Utrecht.
Die altkatholische Kirche entstand in der Donaumonarchie während der Proteste gegen das I. Vatikanische Konzil. Am 30. Juli 1870 löste Kaiser Franz Josef auf Initiative des damaligen Unterrichtsministers Karl von Stremayr das 1855 mit dem Vatikan geschlossene Konkordat einseitig mit der Begründung auf, dass der Vertragspartner ein anderer – nämlich ein unfehlbarer – geworden sei. Ignaz von Döllinger erhielt auch aus Österreich-Ungarn unzählige zustimmende Zuschriften von Privatpersonen, aber auch von politischen Vereinigungen und Gemeindevertretungen, die sogenannte „Döllingeradressen“ verabschiedeten. Meist waren es Liberale, die dem Protest Döllingers beipflichteten. Der österreichische Geistliche Alois Anton, der in der Wiener Konstitutionellen Vorstadtzeitung tätig war, schrieb Artikel, die nicht nur Döllingers Standpunkt vertraten, sondern auch auf Reformen innerhalb der römisch-katholischen Kirche drängten.
Gleichzeitig regte Anton die Errichtung einer „romfreien Kultusgemeinde“ in Wien an. An die 20.000 Menschen interessierten sich in dieser Stadt für diese neue Bewegung innerhalb der römisch-katholischen Kirche, die immer stärker wurde. Die Erzbischöfe von Wien und Prag befürworteten trotz ihres Protestes auf dem Konzil diese neue Bewegung in ihrer Kirche nicht. So war es der Gemeinderat der Stadt Wien, der den Altkatholiken die Kapelle des Alten Rathauses zur Benutzung zur Verfügung stellte. Dort wurde am Sonntag, dem 15. Oktober 1871, der erste altkatholische Gottesdienst abgehalten.
Darüber hinaus entwickelten sich in Ried im Innkreis in Oberösterreich und in Warnsdorf in Nordböhmen weitere bedeutende Gemeinden. Besonders in der reichen Industriestadt Warnsdorf, mit der heutigen Konkathedrale Verwandlung Christi, blühte die altkatholische Gemeinde sehr rasch auf, und dort entstand der erste Bischofssitz. In Ried sammelte sich die Gemeinde um den Seelsorger Josef Brader und bekam von der Stadtgemeinde die 300 Jahre alte Heiligen-Geist-Kirche zur Benutzung überlassen.
Nach langen Konflikten und vielen Zugeständnissen (Verzicht auf einen Anteil am Vermögen der römisch-katholischen Kirche, auf Religionsfondsvermögen sowie auf staatliche Leistungen an die Katholische Kirche) auf altkatholischer Seite wurde schließlich 1877 die staatliche Anerkennung der altkatholischen Kirche Österreichs erreicht.
Die erste Synode konnte 1879 abgehalten werden. Auf ihr wurde die Kirchenverfassung verabschiedet und weitgehend die Reformen der deutschen und schweizerischen Kirche eingeführt, so etwa:
- die Einführung der Landessprache im Gottesdienst (an Stelle der lateinischen Liturgie),
- Kommunion unter beiderlei Gestalt,
- die Aufhebung des Beichtzwangs und die Schaffung von Bußandachten anstatt der Ohrenbeichte,
- der Dispens vom Zölibat, dadurch sind seitdem auch verheiratete Priester und Bischöfe gestattet.[10]

### 1918–1945
Durch den Zusammenbruch und die staatsrechtliche Aufteilung der Monarchie im Jahr 1918 kam es zur Trennung in ein österreichisches und ein tschechisches Bistum.
Im Hirtenbrief von 1924 wurden einige Positionen der altkatholischen Kirche nochmals festgehalten, so zum Beispiel:
- die Gewährung eines kirchlichen Begräbnisses für exkommunizierte und auch für ausgetretene (römisch-katholische) Christen,
- die kirchliche Aussegnung von Selbstmördern,
- die Erlaubnis der Feuerbestattung,
- die Feststellung der altkatholischen Kirche, dass eine (sakramentale) Ehe scheitern kann und in begründeten Fällen eine weitere Eheschließung möglich ist.

Nicht zuletzt auf Grund dieser seelsorglicher Haltung stieg die Anzahl der Altkatholiken in der Ersten Republik weiter an. Eine obligatorische Zivilehe gab es noch nicht, viele der Konvertiten hatten daher die so genannte Dispensehe in Anspruch genommen.
In der Zeit des Austrofaschismus gab es gesetzliche Einschränkungen für Altkatholiken. Gleichzeitig verzeichnete die Kirche aber auch rund 7.000 Neubeitritte, weil nun alle Staatsbeamten einem religiösen Bekenntnis angehören mussten. Aufgrund der in Wiener Arbeiterkreisen verbreiteten Unzufriedenheit mit dem Ständestaat waren auch viele Sozialdemokraten am zahlenmäßigen Wachstum des Altkatholizismus in der Zwischenkriegszeit beteiligt.
Seit 1931 ist die altkatholische Kirche Österreichs, so wie die anderen Kirchen der Utrechter Union, aufgrund des Bonn Agreement in voller kirchlicher Gemeinschaft mit der Anglikanischen Kirche. Diese communio in sacris bedeutet, dass Anglikaner und Altkatholiken gegenseitig zu den Sakramenten zugelassen sind.
1938 bis 1945 waren die österreichischen altkatholischen Kirchengemeinden zwangsweise Teil der deutschen Reichskirche. Ihre Geschichte im „Dritten Reich“ wurde in den letzten Jahren intensiver erforscht.

### 1945–2000
1945 wurde Österreich zwar staatsrechtlich wieder errichtet, aber in vier Besatzungszonen geteilt, was die Kommunikation zwischen den altkatholischen Gemeinden erschwerte. In vielen Kirchen und Gottesdienststätten gab es Kriegsschäden zu beseitigen. 1957 wurde der 80. Jahrestag der staatlichen Anerkennung der altkatholischen Kirche gefeiert, am Festgottesdienst in der renovierten St.-Salvator-Kirche nahm unter anderem Bundespräsident Adolf Schärf und weitere politische Vertreter teil.
Nach dem II. Vatikanum wurden in einigen europäischen Ländern, darunter auch in Österreich, römisch-katholisch/altkatholische Dialogkommissionen gebildet. Im Oktober 1968 trafen sich die römisch-katholischen Teilnehmer in Zürich zu einer Tagung, dabei entstand die Zürcher Nota. Dieses Dokument behandelte die gegenseitige bedingte Zulassung zu den Sakramenten der Eucharistie, der Buße und der Krankensalbung, im Ergebnis also eine Anwendung des Ostkirchendekretes (Nr. 27 und 28) auch auf Altkatholiken. Die Zürcher Nota wurde vom beiderseitigen Episkopat in den Niederlanden, der Schweiz, Deutschland und Österreich anerkannt und vom römisch-katholischen Episkopat an das Einheitssekretariat nach Rom gesandt. Im Laufe der 1970er Jahre erfolgte die Ausarbeitung weiterer Durchführungsbestimmungen, die Promulgation durch den Vatikan erfolgte aber schließlich trotzdem nicht.
Als ein weiteres ökumenisches Zeichen hob Kardinal Franz König 1969 das seit 1871 bestehende Interdikt, das sich gegen die im Alten Wiener Rathaus befindliche altkatholische Salvatorkirche richtete, auf. Kardinal König war später öfters in dieser Kirche zu Gast.
Im Jahr 1985 wurde in Deutschland zwischen Evangelischer und Altkatholischer Kirche eine Vereinbarung über eine gegenseitige Einladung zur Teilnahme an der Feier der Eucharistie geschlossen, diese Gastfreundschafts-Vereinbarung haben die Altkatholische Kirche Österreichs und die Evangelische Kirche A.B. in Österreich ebenfalls übernommen.
Seit 1997 ist auf Beschluss der Synode in der Altkatholischen Kirche Österreich die Frauenordination möglich, und so gab es in der Pfarre Wien-West eine Pfarrerin, die allerdings in das deutsche Bistum gewechselt ist.

### Seit 2000
2003 veröffentlichten die 14 christlichen Kirchen Österreichs, die altkatholische Kirche inbegriffen, gemeinsam das Ökumenische Sozialwort. Ebenfalls 2003 besuchte Joris Vercammen in seiner Funktion als altkatholischer Erzbischof von Utrecht und Ehrenprimas der altkatholischen Kirchengemeinschaft erstmals alle 13 österreichischen Kirchengemeinden.
In die 2004 konstituierte Internationale Römisch-Katholisch – Altkatholische Dialogkommission werden durch die Internationale Altkatholische Bischofskonferenz und den Päpstlichen Einheitsrat (Walter Kardinal Kasper bis 2010, seither Kurt Kardinal Koch) Mitglieder entsandt, Österreich ist in dieser ökumenischen Kommission ebenfalls durch einen altkatholischen Theologen vertreten.
Im Jahr 2006 nahm die Kirchliche Pädagogische Hochschule Wien/Krems ihren Lehrbetrieb auf, als Schulerhalter treten die römisch-katholische (Erzdiözese Wien, Diözese St. Pölten), die evangelische, die orthodoxe und die altkatholische Kirche in ökumenischer Zusammenarbeit gemeinsam in Erscheinung.
Im Oktober 2011 fanden die Feierlichkeiten zu Anglikaner und Altkatholiken: 80 Jahre Kirchengemeinschaft statt. Im selben Jahr kondolierte Bischof John Okoro der orthodoxen Kirche in Österreich zum Ableben des Metropoliten von Austria Michael Staikos, dieser war als Co-Präsident der Internationalen Orthodox-Altkatholischen Dialogkommission ein kompetenter Ansprechpartner in der Ökumene.
Die Programmvorstellung zur neunten Langen Nacht der Kirchen im Jahr 2013 erfolgte gemeinsam durch den altkatholischen Bischof Okoro, Superintendenten Hansjörg Lein und den römisch-katholischen Bischofsvikar Dariusz Schutzki in der Kirche St. Salvator der altkatholischen Kirchengemeinde Wien-Innen.
Die Internationale Altkatholische Bischofskonferenz wurde im Oktober 2014 von Papst Franziskus im Vatikan in Privataudienz empfangen. Die päpstliche Ansprache würdigte die Rolle der Internationalen Römisch-Katholisch – Altkatholischen Dialogkommission (IRAD) und den Kommissionsbericht Kirche und Kirchengemeinschaft. Der auch in Dokumente wachsender Übereinstimmung erschienene Bericht Kirche und Kirchengemeinschaft fasst in 89 Absätzen die Arbeit der bilateralen Kommission zusammen. Er nennt Gemeinsamkeiten, aber auch etliche Unterschiedliche Auffassungen in der Dogmatik. Über die im Bericht noch nicht behandelten ökumenischen Fragen werden in der Dialogkommission weitere Gespräche geführt. Im Rahmen des Empfangs überreichte der österreichische Bischof Johannes Okoro dem Papst ein altkatholisches Missale.
Im Juni 2017 tagte die Internationale Altkatholische Bischofskonferenz (IBK) wieder einmal in Wien. Schwerpunktthema war die Segnung von gleichgeschlechtlichen Partnerschaften. Traditionell nahmen an der Sitzung auch je ein Bischof der Episcopal Church und der Anglikanischen Kirche teil. Am 32. Internationalen Altkatholikenkongress 2018 in Wien nahmen mehr als 350 Personen teil.

## Organisation

### Bischof von Österreich
Altkatholische Bischöfin von Österreich ist Maria Kubin. Sie wurde am 22. April 2023 von der Synode zur neuen Bischöfin gewählt und ist damit die erste weibliche Person, die ein altkatholisches Bischofsamt in der Utrechter Union bekleidet. Ihre bischöfliche Weihe fand am 24. Juni 2023 in Wien statt. Maria Kubin folgt damit Heinz Lederleitner nach, welcher seinerseits das Amt von dem aus Altersgründen mit Ende 2015 emeritieren Johannes Okoro übernommen hatte.
Als Stellvertreter des österreichischen Bischofs gibt es den Generalvikar. Dieses Amt bekleidet derzeit Martin Eisenbraun aus Salzburg.

### Synode und Synodalrat
Die Altkatholische Kirche ist bischöflich-synodal aufgebaut. Die Synode besteht zu zwei Dritteln aus Laien und zu einem Drittel aus Geistlichen. Die Synode ist das oberste gesetzgebende Organ der Kirche in weltlichen Angelegenheiten, sie wählt auch die Bischöfin bzw. den Bischof. Jede Kirchengemeinde entsendet – je nach Mitgliedergröße – eine bestimmte Anzahl von Laienvertretern.
Der Synodalrat und der Bischof bilden gemeinsam die Kirchenleitung. Insbesondere sind alle verwaltungstechnischen Aufgaben zwischen den Synoden Aufgabe des Synodalrates. Der Rat besteht aus sechs weltlichen und drei geistlichen Mitgliedern, die auf sechs Jahre von der Synode gewählt werden.

### Gemeindeversammlung und Gemeindevorstand
Die Gemeindeversammlung besteht aus allen Altkatholiken, die in der Pfarrgemeinde wohnen. Die Versammlung wählt Pfarrerin bzw. Pfarrer, die kirchlichen Gemeinderäte und die Vertreter zur Synode, des Weiteren nimmt sie die Berichte des Pfarrers und des Rechnungsprüfers zur Kenntnis. Einberufung erfolgt mindestens einmal im Jahr.
Der Gemeindevorstand steht dem Pfarrer zur Seite, verwaltet die weltlichen Belangen der Kirchengemeinde, erstellt den Jahreshaushaltsplan und setzt die Beschlüsse der Gemeindeversammlung um. Der Vorstand wird ehrenamtlich auf sechs Jahre gewählt.

### Altkatholische Diakonie
Der Verein Altkatholische Diakonie Austria ist Mitglied der Diakonie Österreich. Der Diakonieverein ist die soziale Hilfsorganisation der altkatholischen Kirche.

### Publikationen
- Als österreichweite Kirchenzeitung dient Kirche in Bewegung – Bistumszeitung der Altkatholischen Kirche Österreichs. Kirche in Bewegung erscheint vierteljährlich.
- Das Jahrbuch der Altkatholischen Kirche Österreichs erscheint jährlich und beinhaltet unter anderem einen Rückblick über die kirchlichen Geschehnisse des vergangenen Jahres. Ein Teil des Jahrbuchs widmet sich immer einem bestimmten Themenschwerpunkt.
- Jede Kirchengemeinde veröffentlicht darüber hinaus ihre eigenen regionalen Gemeindeinformationen (Gemeindebrief, Pfarrbrief).[44]

### Kirchengemeinden
Altkatholische Kirchengemeinden gibt es im ganzen Bundesgebiet, wobei in Ostösterreich eine größere Gemeindedichte vorherrscht.
| Kirchengemeinde                                         | Seelsorgeraum | Pfarrkirche                                                                | Bild           |
| ------------------------------------------------------- | --- | -------------------------------------------------------------------------- | -------------- |
| Altkatholische Kirchengemeinde Wien – Innen             | Wiener Bezirke 1. Innere-Stadt, 4. Wieden, 5. Margareten, 6. Mariahilf, 7. Neubau, 8. Josefstadt, 9. Alsergrund, 16. Ottakring, 17. Hernals, 18. Währing, 19. Döbling (Mitte und Mitte-Nord), Niederösterreich: Bezirke Wiener Neustadt, Wiener Neustadt Land, Baden, Mödling, Neunkirchen, Burgenland: Bezirke Eisenstadt, Eisenstadt-Umgebung, Rust, Mattersburg, Oberpullendorf | Bistumskirche Sankt Salvator, im Alten Wiener Rathaus                      | ,              |
| Altkatholische Kirchengemeinde Wien-West                | Wiener Bezirke: 10. Favoriten, 12. Meidling, 13. Hietzing, 14. Penzing, 15. Fünfhaus, 23. Liesing | Altkatholische Heilandskirche (Wien) im Wiener Bezirk Fünfhaus             |                |
| Altkatholische Kirchengemeinde Wien-Nord                | Wiener Bezirke: 2. Leopoldstadt, 20. Brigittenau, 21. Floridsdorf, 22. Donaustadt (Donauinsel, Wien-Ost), Niederösterreich: Bezirke Gänserndorf, Mistelbach, ehemaliger Bezirk Wien-Umgebung, Korneuburg, Hollabrunn | Altkatholische Kirche zum Guten Hirten (Wien) im Wiener Bezirk Brigittenau | dzt. kein Foto |
| Altkatholische Kirchengemeinde Wien Ost                 | Wiener Bezirke: 3. Landstraße, 11. Simmering (mitte-süd), Niederösterreich: Bezirke Schwechat, Bruck/Leitha | Altkatholische Christuskapelle (Wien) im Wiener Bezirk Simmering           | dzt. kein Foto |
| Altkatholische Teilgemeinde Baden                       | Die Teilgemeinde (Diasporagemeinde) Baden gehört rechtlich zur Kirchengemeinde Wien-Innen. Niederösterreich: Bezirke Baden und Mödling | St. Annakapelle in Baden bei Wien                                          |                |
| Altkatholische Kirchengemeinde Krems-St. Pölten         | Niederösterreich-West: Bezirke St. Pölten, St. Pölten-Land, Krems an der Donau, Krems-Land, Scheibbs, Melk, Waidhofen an der Ybbs, Amstetten, Zwettl, Gmünd, Waidhofen an der Thaya, Tulln, Horn, Lilienfeld. Gottesdienste in St. Pölten, Krems (Willibrordkapelle Krems), Amstetten, Purkersdorf und Waidhofen/Thaya                                                             | Bürgerspitalkirche (St. Pölten) in St. Pölten                              |                |
| Altkatholische Kirchengemeinde Graz                     | Steiermark: Graz und alle Bezirke, Burgenland: Bezirke Jennersdorf, Güssing, Oberwart | Auferstehungskirche in Graz                                                |                |
| Altkatholische Kirchengemeinde Linz                     | Linz, Eferding, Freistadt, Kirchdorf/Krems, Perg, Rohrbach, Steyr, Steyr-Land, Urfahr-Umgebung, Wels und Wels-Land. Gottesdienste in Linz und Wels | Prunerstiftskirche in Linz                                                 |                |
| Altkatholische Kirchengemeinde Ried im Innkreis         | die Bezirke Ried im Innkreis, Schärding, Braunau/Inn, Grieskirchen, Vöcklabruck, Gmunden. Gottesdienste in Ried/Innkreis, Schärding und Gmunden | Christuskirche in Ried im Innkreis                                         |                |
| Altkatholische Kirchengemeinde für Kärnten und Osttirol | Kärnten: Klagenfurt und alle Bezirke, Osttirol: Bezirk Lienz. Gottesdienste in Klagenfurt, Villach (Burgkapelle Villach), St. Veit/Glan und Lienz | St. Markuskirche in Klagenfurt                                             |                |
| Altkatholische Kirchengemeinde Salzburg                 | Land Salzburg: Stadt Salzburg und alle Bezirke | Schlosskirche St. Johannes im Schloss Mirabell in der Stadt Salzburg       |                |
| Altkatholische Kirchengemeinde Nordtirol                | Tirol: Innsbruck und alle Bezirke in Nordtirol, ohne Osttirol | Gottesdienste im Sozialzentrum Höttinger Au in Innsbruck                   | dzt. kein Foto |
| Altkatholische Kirchengemeinde Vorarlberg               | Vorarlberg: Feldkirch und alle Bezirke. Gottesdienste in Feldkirch, Dornbirn und Bludenz. Vorarlberg wurde 2018 von der Teilgemeinde zur 12. Kirchengemeinde Österreichs erhoben. | Evangelische Pauluskirche (Mitbenützung der Kirche) in Feldkirch           |                |

| Pastorale Unterstützung außerhalb Österreichs | Seelsorgeraum | Pfarrkirche                                          | Bild |
| --------------------------------------------- | --- | ---------------------------------------------------- | ---- |
| Altkatholische Gemeinde Bozen, St. Magdalena: | Südtirol. Die Gemeinde hat keinen eigenen Pfarrer und wird derzeit grenzüberschreitend von Innsbruck mitbetreut. | Evangelischen Christuskirche (Mitbenützung) in Bozen |      |

#### Kirchengemeinden nach Bundesländern und politischen Bezirken
| Bundesland       | Politischer Bezirk                     | Kirchengemeinde des Altkatholischen Bistums                |
| Vorarlberg       | Bludenz                                | Vorarlberg Maria Magdalena                                 |
| Vorarlberg       | Bregenz                                | Vorarlberg Maria Magdalena                                 |
| Vorarlberg       | Dornbirn                               | Vorarlberg Maria Magdalena                                 |
| Vorarlberg       | Feldkirch                              | Vorarlberg Maria Magdalena                                 |
| Tirol            | Innsbruck-Stadt                        | Nordtirol Horeb                                            |
| Tirol            | Imst                                   | Nordtirol Horeb                                            |
| Tirol            | Innsbruck-Land                         | Nordtirol Horeb                                            |
| Tirol            | Kitzbühel                              | Nordtirol Horeb                                            |
| Tirol            | Kufstein                               | Nordtirol Horeb                                            |
| Tirol            | Landeck                                | Nordtirol Horeb                                            |
| Tirol            | Lienz                                  | Klagenfurt Heiliger Markus                                 |
| Tirol            | Reutte                                 | Nordtirol Horeb                                            |
| Tirol            | Schwaz                                 | Nordtirol Horeb                                            |
| Salzburg         | Salzburg-Stadt                         | Salzburg Schlosskirche Mirabell                            |
| Salzburg         | Hallein                                | Salzburg Schlosskirche Mirabell                            |
| Salzburg         | Salzburg-Umgebung                      | Salzburg Schlosskirche Mirabell                            |
| Salzburg         | Sankt Johann/Pongau                    | Salzburg Schlosskirche Mirabell                            |
| Salzburg         | Tamsweg                                | Salzburg Schlosskirche Mirabell                            |
| Salzburg         | Zell am See                            | Salzburg Schlosskirche Mirabell                            |
| Oberösterreich   | Stadt Linz                             | Linz Prunerstift                                           |
| Oberösterreich   | Stadt Steyr                            | Linz Prunerstift                                           |
| Oberösterreich   | Stadt Wels                             | Linz Prunerstift                                           |
| Oberösterreich   | Braunau                                | Ried/Innkreis Christuskirche                               |
| Oberösterreich   | Eferding                               | Linz Prunerstift                                           |
| Oberösterreich   | Freistadt                              | Linz Prunerstift                                           |
| Oberösterreich   | Gmunden                                | Ried/Innkreis Christuskirche                               |
| Oberösterreich   | Grieskirchen                           | Ried/Innkreis Christuskirche                               |
| Oberösterreich   | Kirchdorf                              | Linz Prunerstift                                           |
| Oberösterreich   | Linz-Land                              | Linz Prunerstift                                           |
| Oberösterreich   | Perg                                   | Linz Prunerstift                                           |
| Oberösterreich   | Ried/Innkreis                          | Ried/Innkreis Christuskirche                               |
| Oberösterreich   | Rohrbach                               | Linz Prunerstift                                           |
| Oberösterreich   | Schärding                              | Ried/Innkreis Christuskirche                               |
| Oberösterreich   | Steyr-Land                             | Linz Prunerstift                                           |
| Oberösterreich   | Urfahr-Umgebung                        | Linz Prunerstift                                           |
| Oberösterreich   | Vöcklabruck                            | Ried/Innkreis Christuskirche                               |
| Oberösterreich   | Wels-Land                              | Linz Prunerstift                                           |
| Kärnten          | Klagenfurt Stadt                       | Klagenfurt Heiliger Markus                                 |
| Kärnten          | Villach Stadt                          | Klagenfurt Heiliger Markus                                 |
| Kärnten          | Hermagor                               | Klagenfurt Heiliger Markus                                 |
| Kärnten          | Klagenfurt Land                        | Klagenfurt Heiliger Markus                                 |
| Kärnten          | Sankt Veit/Glan                        | Klagenfurt Heiliger Markus                                 |
| Kärnten          | Spittal/Drau                           | Klagenfurt Heiliger Markus                                 |
| Kärnten          | Villach Land                           | Klagenfurt Heiliger Markus                                 |
| Kärnten          | Völkermarkt                            | Klagenfurt Heiliger Markus                                 |
| Kärnten          | Wolfsberg                              | Klagenfurt Heiliger Markus                                 |
| Kärnten          | Feldkirchen                            | Klagenfurt Heiliger Markus                                 |
| Steiermark       | Graz Stadt                             | Graz Auferstehungskirche                                   |
| Steiermark       | Deutschlandsberg                       | Graz Auferstehungskirche                                   |
| Steiermark       | Graz-Umgebung                          | Graz Auferstehungskirche                                   |
| Steiermark       | Leibnitz                               | Graz Auferstehungskirche                                   |
| Steiermark       | Leoben                                 | Graz Auferstehungskirche                                   |
| Steiermark       | Liezen                                 | Graz Auferstehungskirche                                   |
| Steiermark       | Murau                                  | Graz Auferstehungskirche                                   |
| Steiermark       | Voitsberg                              | Graz Auferstehungskirche                                   |
| Steiermark       | Weiz                                   | Graz Auferstehungskirche                                   |
| Steiermark       | Murtal                                 | Graz Auferstehungskirche                                   |
| Steiermark       | Bruck-Mürzzuschlag                     | Graz Auferstehungskirche                                   |
| Steiermark       | Hartberg-Fürstenfeld                   | Graz Auferstehungskirche                                   |
| Steiermark       | Südoststeiermark                       | Graz Auferstehungskirche                                   |
| Niederösterreich | Krems/Donau Stadt                      | Krems Willibrordkapelle / Sankt Pölten Bürgerspitalskirche |
| Niederösterreich | Sankt Pölten Stadt                     | Krems Willibrordkapelle / Sankt Pölten Bürgerspitalskirche |
| Niederösterreich | Waidhofen/Ybbs Stadt                   | Krems Willibrordkapelle / Sankt Pölten Bürgerspitalskirche |
| Niederösterreich | Wiener Neustadt Stadt                  | Wien-Innen Sankt Salvator / Baden Sankt Anna               |
| Niederösterreich | Amstetten                              | Krems Willibrordkapelle / Sankt Pölten Bürgerspitalskirche |
| Niederösterreich | Baden                                  | Wien-Innen Sankt Salvator / Baden Sankt Anna               |
| Niederösterreich | Bruck/Leitha                           | Wien-Ost Christuskapelle                                   |
| Niederösterreich | Gänserndorf                            | Wien-Nord Guter Hirte                                      |
| Niederösterreich | Gmünd                                  | Krems Willibrordkapelle / Sankt Pölten Bürgerspitalskirche |
| Niederösterreich | Hollabrunn                             | Wien-Nord Guter Hirte                                      |
| Niederösterreich | Horn                                   | Krems Willibrordkapelle / Sankt Pölten Bürgerspitalskirche |
| Niederösterreich | Korneuburg                             | Wien-Nord Guter Hirte                                      |
| Niederösterreich | Krems Land                             | Krems Willibrordkapelle / Sankt Pölten Bürgerspitalskirche |
| Niederösterreich | Lilienfeld                             | Krems Willibrordkapelle / Sankt Pölten Bürgerspitalskirche |
| Niederösterreich | Melk                                   | Krems Willibrordkapelle / Sankt Pölten Bürgerspitalskirche |
| Niederösterreich | Mistelbach                             | Wien-Nord Guter Hirte                                      |
| Niederösterreich | Mödling                                | Wien-Innen Sankt Salvator / Baden Sankt Anna               |
| Niederösterreich | Neunkirchen                            | Wien-Innen Sankt Salvator / Baden Sankt Anna               |
| Niederösterreich | Sankt Pölten Land                      | Krems Willibrordkapelle / Sankt Pölten Bürgerspitalskirche |
| Niederösterreich | Scheibbs                               | Krems Willibrordkapelle / Sankt Pölten Bürgerspitalskirche |
| Niederösterreich | Tulln ohne Gemeinde Klosterneuburg     | Krems Willibrordkapelle / Sankt Pölten Bürgerspitalskirche |
| Niederösterreich | Gemeinde Klosterneuburg (Bezirk Tulln) | Wien-Nord Guter Hirte                                      |
| Niederösterreich | Waidhofen/Thaya                        | Krems Willibrordkapelle / Sankt Pölten Bürgerspitalskirche |
| Niederösterreich | Wiener Neustadt Land                   | Wien-Innen Sankt Salvator / Baden Sankt Anna               |
| Niederösterreich | Zwettl                                 | Krems Willibrordkapelle / Sankt Pölten Bürgerspitalskirche |
| Burgenland       | Eisenstadt Stadt                       | Wien-Innen Sankt Salvator / Baden Sankt Anna               |
| Burgenland       | Rust Stadt                             | Wien-Innen Sankt Salvator / Baden Sankt Anna               |
| Burgenland       | Eisenstadt-Umgebung                    | Wien-Innen Sankt Salvator / Baden Sankt Anna               |
| Burgenland       | Güssing                                | Graz Auferstehungskirche                                   |
| Burgenland       | Jennersdorf                            | Graz Auferstehungskirche                                   |
| Burgenland       | Mattersburg                            | Wien-Innen Sankt Salvator / Baden Sankt Anna               |
| Burgenland       | Neusiedl am See                        | Wien-Ost Christuskapelle                                   |
| Burgenland       | Oberpullendorf                         | Wien-Innen Sankt Salvator / Baden Sankt Anna               |
| Burgenland       | Oberwart                               | Graz Auferstehungskirche                                   |
| Wien             | I., Innere Stadt                       | Wien-Innen Sankt Salvator / Baden Sankt Anna               |
| Wien             | II., Leopoldstadt                      | Wien-Innen Sankt Salvator / Baden Sankt Anna               |
| Wien             | III., Landstraße                       | Wien-Ost Christuskapelle                                   |
| Wien             | IV., Wieden                            | Wien-Innen Sankt Salvator / Baden Sankt Anna               |
| Wien             | V., Margareten                         | Wien-Innen Sankt Salvator / Baden Sankt Anna               |
| Wien             | VI., Mariahilf                         | Wien-Innen Sankt Salvator / Baden Sankt Anna               |
| Wien             | VII., Neubau                           | Wien-Innen Sankt Salvator / Baden Sankt Anna               |
| Wien             | VIII., Josefstadt                      | Wien-Innen Sankt Salvator / Baden Sankt Anna               |
| Wien             | IX., Alsergrund                        | Wien-Innen Sankt Salvator / Baden Sankt Anna               |
| Wien             | X., Favoriten                          | Wien-West Heilandskirche                                   |
| Wien             | XI., Simmering                         | Wien-Ost Christuskapelle                                   |
| Wien             | XII., Meidling                         | Wien-West Heilandskirche                                   |
| Wien             | XIII., Hietzing                        | Wien-West Heilandskirche                                   |
| Wien             | XIV., Penzing                          | Wien-West Heilandskirche                                   |
| Wien             | XV., Rudolfsheim-Fünfhaus              | Wien-West Heilandskirche                                   |
| Wien             | XVI., Ottakring                        | Wien-Innen Sankt Salvator / Baden Sankt Anna               |
| Wien             | XVII., Hernals                         | Wien-Innen Sankt Salvator / Baden Sankt Anna               |
| Wien             | XVIII., Währing                        | Wien-Innen Sankt Salvator / Baden Sankt Anna               |
| Wien             | XIX., Döbling                          | Wien-Innen Sankt Salvator / Baden Sankt Anna               |
| Wien             | XX., Brigittenau                       | Wien-Nord Guter Hirte                                      |
| Wien             | XXI., Floridsdorf                      | Wien-Nord Guter Hirte                                      |
| Wien             | XXII., Donaustadt                      | Wien-Nord Guter Hirte                                      |
| Wien             | XXIII., Liesing                        | Wien-West Heilandskirche                                   |
| Quelle:          |                                        |                                                            |